# Glotofagia
Glotofagia (do grego glossa, 'língua'; e phagos, 'comer'), linguicídio ou genocídio linguístico designa o processo político-social pelo qual a língua de uma determinada cultura desaparece parcial ou totalmente, vítima da influência, em maior parte direta e coercitiva de uma outra.
O termo Glotofagia – mais especificamente - é o neologismo criado, em 1974, pelo linguista francês, Louis-Jean Calvet para caracterizar a vocação altericida do ocidente, consistindo esta na vontade de levar a língua do outro à extinção.
A extinção de uma língua ocorre quando ela deixa de ser conhecida, inclusive pelos falantes de uma segunda língua, quando passa a ser conhecida como extinta. Outros termos relacionados são linguicídio quando a morte de uma língua ocorre por causas naturais ou políticas, e glotofagia, em que há a absorção ou substituição de uma língua menor por uma maior.
A glotofagia é uma das faces do etnocídio, visto que o desaparecimento de uma língua, seja total ou parcialmente, também acarreta o apagamento de sua cultura. Não há sociedade sem comunicação nem comunicação sem a própria sociedade. A compreensão e a crítica deste fenômeno são essenciais para a análise das relações entre o discurso linguístico e colonial sobre as línguas, assim como as conexões possíveis entre língua e poder.
Um exemplo atual de glotofagia pode ser observado no Tibete, onde organizações não governamentais, como Free Tibet, denunciam o desaparecimento forçado da língua tibetana a partir de políticas linguísticas chinesas as quais centralizam o ensino da língua chinesa em detrimento daquela, tais como o apagamento do tibetano nas placas e sinalizações desta região, além de um controle do ensino - inclusive monitorando o nível de língua chinesa dos responsáveis pelas crianças e seu uso no ambiente familiar.